# Noordelijke bruinborstwinterkoning
De noordelijke bruinborstwinterkoning (Cyphorhinus dichrous) is een zangvogel uit de familie Troglodytidae (winterkoningen). Eerder was deze vogel een ondersoort van de bruinborstwinterkoning (C. thoracicous) die is gesplitst in een noordelijke en zuidelijke variant.

## Verspreiding en leefgebied
Deze soort komt voor in de bossen van centraal Colombia tot noordelijk Peru. De leefgebieden liggen in de Andes in natuurlijke bos op hoogten tussen de 700 en 2300 meter boven zeeniveau.